# 全缘对囊蕨
全缘对囊蕨（学名：Deparia formosana）也称网脉双盖蕨、全缘网蕨，为蹄盖蕨科对囊蕨属下的一个种。其种加词“formosana”意为“台湾的”。